# Vaughan Island
Vaughan Island ist eine kleine, kegelförmige und mit Tussockgras bewachsene Insel in der Gruppe der Willis-Inseln vor der dem westlichen Ende Südgeorgiens. Sie liegt unmittelbar östlich von Main Island.
Wissenschaftler der britischen Discovery Investigations nahmen zwischen 1926 und 1930 eine grobe Kartierung vor. Das UK Antarctic Place-Names Committee benannte sie 1964 nach Lieutenant Commander Hugh Lawrence Folliott Vaughan (* 1926) von der Royal Navy, der an den Vermessungen dieses Gebiets an Bord der HMS Owen beteiligt war.